# Duc de Trévise
Pour les articles homonymes, voir Trévise (homonymie).

Armes du maréchal-duc de Trévise.

Le titre de duc de Trévise a été créé en 1808 par Napoléon Ier pour le maréchal Mortier. Ce titre vient en remplacement du titre de marquis de Trévise qui était alors le titre de courtoisie attribué pour ce fief. 
Trévise, chef-lieu de la province de Trévise, est une ville de la région de la Vénétie (République italienne). 
En 1808, Trévise était le chef-lieu du département du Tagliamento, département du royaume d’Italie (1805-1814), entité politique dont l’empereur des Français était le roi et qui occupait le quart nord-est de l’Italie actuelle (sa capitale était Milan). 
1. 1808-1835 : Adolphe Édouard Casimir Joseph Mortier (1768-1835), 1er duc de Trévise, maréchal d'Empire.
2. 1835-1869 : Napoléon Mortier de Trévise (1804-1869), 2e duc de Trévise, fils du précédent.
3. 1869-1892 : Hippolyte Charles Napoléon Mortier de Trévise (1835-1892), 3e duc de Trévise, fils du précédent.
4. 1892-1912 : Napoléon César Édouard Mortier de Trévise (1845-1912), 4e duc de Trévise, frère du précédent.
5. 1912-1946 : Édouard Napoléon César Edmond Mortier de Trévise (1883-1946), 5e duc de Trévise, fils du précédent.